# Ole Jacob Bangstad
Ole Jacob Bangstad (* 9. April 1917; † 2. Juni 2010 in Bærum) ist ein norwegischer Biathlonfunktionär und hoher Militär.
Bangstad war lange Zeit Präsident des Biathlonverbandes (1960–72) innerhalb des Norwegischen Sportverbandes, dessen Präsident er zusätzlich von 1973 bis 1984 war. Zudem war er lange in internationalen Gremien vertreten. Von 1965 bis Ende 1976 war Bangstad Mitglied des Exekutivkomitees der Union Internationale de Pentathlon Moderne et Biathlon (UIPMB), der Vorgängerorganisation der Internationalen Biathlon Union (IBU). Er war Ehrenmitglied der IBU.
Bangstad, der in Eiksmarka lebte, war bis zu seiner Pensionierung Mitglied der norwegischen Streitkräfte. Zuletzt bekleidete er den Rang eines Generalmajors. Von 1971 bis 1979 war er Generalinspekteur des Norwegischen Heeres.